# Inderpaul Khela
Inderpaul Khela (sinh ngày 6 tháng 10 năm 1983) là một cựu cầu thủ bóng đá người Anh thi đấu ở Football League cho Kidderminster Harriers.